# REDCON
REDCON (známé též jako REDCON - Strike Commander) je česká strategická počítačová hra. Vytvořilo ji studio Hexage. Vyšla pro Windows, Android a iOS v roce 2016.

## Příběh
REDCON je zasazen do světa, kde trvá nikdy nekončící válka připomínající první světovou válku. Hlavním hrdinou je generál císařské armády, který je vyslán aby potlačil povstání vedené generálem Kranzem. Brzy si však hrdina všímá podivného chování císaře.

### Postavy
- Strike Commander - hlavní hrdina hry. Velitel císařského dělostřelectva, který vede ofenzívu proti Kruxům.
- Bella Warren - Výkonný důstojník Strike Commandera.
- Adler Grimm - Vůdce říše a vrchní velitel císařské armády. Je přímým nadřízeným Strike Commandera.
- Voják - Průzkumník a voják v poli, podřízený Belly Warren.
- Generál Kranz - Hlavní soupeř Strike Commandera a velitel kruxské armády.

## Hratelnost
Hráč ovládá svoji základnu, kterou napřed vybaví místnostmi. Druhy místností zahrnují útočné věže, obranné věže a podpůrné místnosti. Každá útočná věž má jiné vlastnosti, například některé pálí více ran najednou, jiné se rychleji nabíjejí a jiné jsou silnější. Podpůrné místnosti zahrnují navigační centrum, které dělá útočné věže přesnějšími. Pak je zde centrum obrany, které zlepšuje obranu. Každá místnost však potřebuje obsluhu a hráč tak ovládá i vojáky v základně. Ti obsluhují jednotlivé místnosti a také provádějí opravy. Je však nutné si je chránit, protože dělostřelecká palba nepřítele je může zabít.

## Hodnocení
Hra získala velmi pozitivní hodnocení v recenzích, a to hlavně mobilní verze.
Gamezebo chválilo ve své recenzi hlavně hratelnost a vizuální stránku hry. Jistou kritiku však získala za nedostatečné vysvětlení některých aspektů hry a za základní rozložení hry.
Game Enthusianist hodnotil počítačovou verzi a chválil množství obsahu. Taktéž chválil hratelnost, ale kritizoval absenci dabingu a jisté problémy spojené s tím, že hra byla portována z mobilů.